# Thomas Abernethy

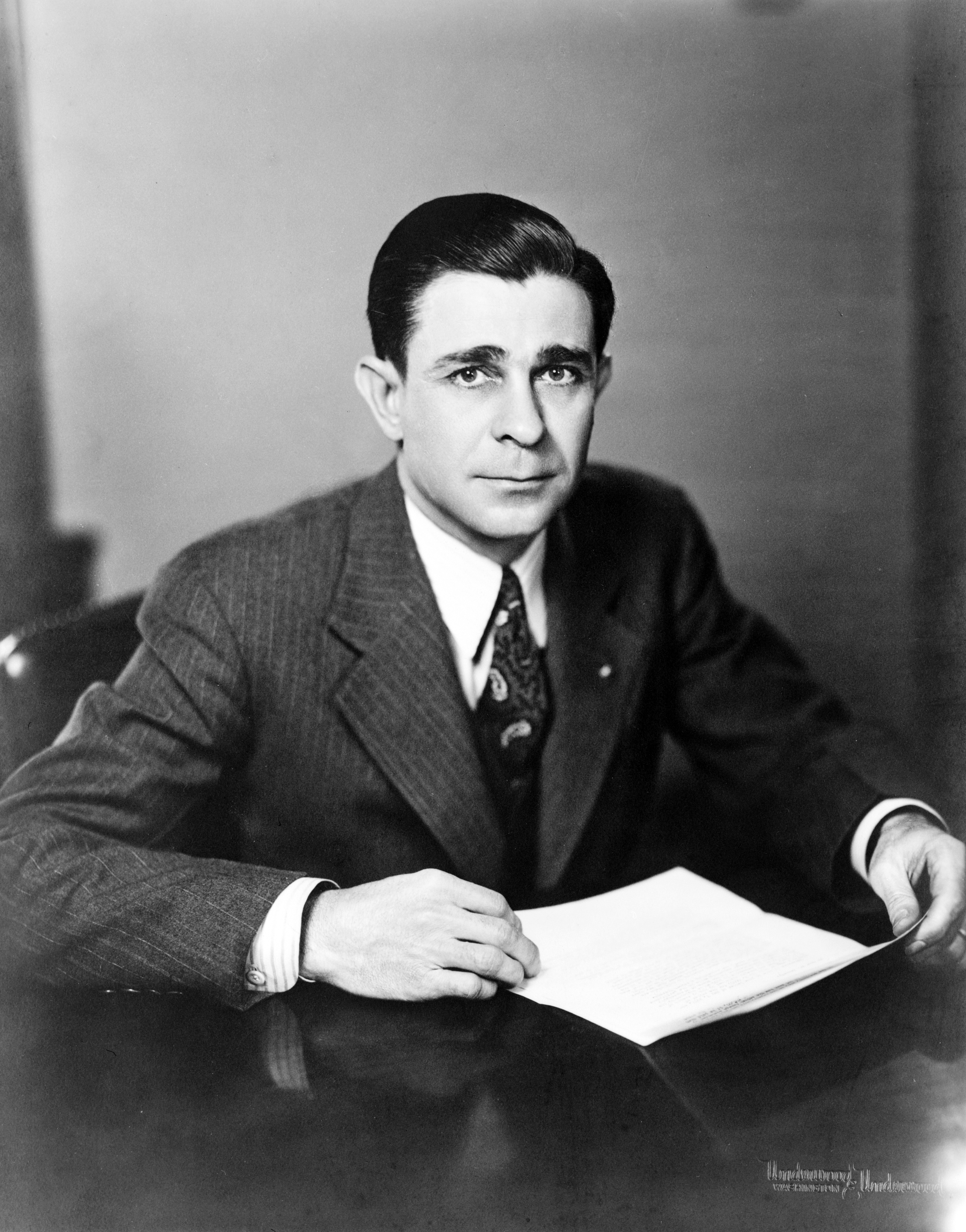
Thomas Abernethy

Thomas Gerstle Abernethy (* 16. Mai 1903 in Eupora, Webster County, Mississippi; † 11. Juni 1998 in Jackson, Mississippi) war ein US-amerikanischer Politiker. Er vertrat den Bundesstaat Mississippi im Repräsentantenhaus der Vereinigten Staaten.

## Werdegang
Thomas Abernethy besuchte zunächst die öffentliche Schule in Eupora. Anschließend ging er zuerst auf die University of Alabama in Tuscaloosa, später auf die University of Mississippi in Oxford und graduierte dann 1924 an dem rechtswissenschaftlichen Fachbereich der Cumberland University in Lebanon. Nachdem er seine Zulassung als Anwalt erhalten hatte, eröffnete er 1925 eine Anwaltspraxis in seiner Heimatstadt und praktizierte dort bis 1929. Dann zog Abernethy nach Okolona, Mississippi. Dort war er von 1936 als Bezirksstaatsanwalt des dritten Gerichtsbezirks von Mississippi tätig und übte dieses Amt bis 1942 aus.
Abernethy wurde 1942 als Demokrat in den 78. US-Kongress gewählt sowie in die 14 nachfolgenden. Dort übte er seine Tätigkeit vom 3. Januar 1943 bis zum 3. Januar 1973 aus. Er entschloss sich, nicht mehr für den 93. Kongress zu kandidieren. Während seiner Zeit im Repräsentantenhaus war Abernethy Vorsitzender des Committee on Elections No. 1 (79. Kongress). Des Weiteren war er 1956 einer von den Unterzeichnern des Southern Manifesto, eines Protestschreibens, das sich gegen die Aufhebung der Rassentrennung (Desegregation) richtete. Ferner war er 1956 und 1960 Delegierter zur Democratic National Convention.
Thomas Gerstle Abernethy lebte nach seinem politischen Rückzug zuerst in Okolona und später in Jackson, wo er am 11. Juni 1998 verstarb.